# Supertramp (àlbum)
Supertramp és l'àlbum debut de la banda anglesa de rock progressiu Supertramp, llançat el juliol del 1970. De vegades ha estat publicat amb el títol Now and Then.
El disc es va gravar als estudis Morgan Sound, al nord de Londres, entre Febrer i Març de 1970. El grup va voler començar cada sessió de gravació a mitjanit perquè pensaven que així es creava una atmosfera especial.
En aquest àlbum Rick Davies componia els acords, Roger Hogdson feia les melodies i Richard Palmer escrivia les lletres.

## Rebuda i crítiques musicals
La resposta de la crítica a l'àlbum va ser generalment positiva, amb una ressenya de Judith Simons a Daily Express comentant: "Aquest àlbum de debut d'un grup de músics-poetes prometedors és bastant més melòdic que la majoria de discos que passen sota el segell de pop progressiu. Malgrat això, l'àlbum era un disc comercial".
En la seva crítica retrospectiva, AllMusic va dir que l'àlbum estava "inundat de meandres instrumentals pretensiosos, amb major èmfasi i atenció als teclats i guitarres que a l'escriptura i a l'efectivitat global de la música". Tot i això, van admetre que la "barreja d'ardor i subtilesa" de l'àlbum era atractiva.
L'agost de 1970, el grup va fer una actuació de presentació al Club Revolution de Londres, en la qual segons Richard Palmer, tot i que només van tocar un parell de cançons, van ser totalment ignorats pels periodistes allà reunits.

## Llista de cançons
Totes les cançons escrites i compostes per Rick Davies, Roger Hodgson i Richard Palmer.

Tores les veus principals per Roger Hodgson i Richard Palmer.
| 1. | «Surely»                                         |                    | 0:31 |
| 2. | «It's a Long Road»                               |                    | 5:33 |
| 3. | «Aubade / And I Am Not Like Other Birds of Prey» |                    | 5:17 |
| 4. | «Words Unspoken»                                 |                    | 3:59 |
| 5. | «Maybe I'm a Beggar»                             | Palmer and Hodgson | 6:44 |
| 6. | «Home Again»                                     |                    | 1:15 |

| 7.            | «Nothing to Show»  | Hodgson and Davies | 4:53  |
| 8.            | «Shadow Song»      | Davies and Hodgson | 4:23  |
| 9.            | «Try Again»        | Hodgson and Palmer | 12:02 |
| 10.           | «Surely (reprise)» |                    | 3:08  |
| Durada total: | Durada total:      | Durada total:      | 47:31 |

## Músics
- Richard Davies – òrgan (Tracks 2-5, 7-10), piano (Tracks 1, 7, 8, 10), piano elèctric (Tracks 2, 7, 9), harmònica (Track 2), veus principals i de suport
- Roger Hodgson – baix, guitarra acústica (Tracks 1, 6, 10), cel·lo (Tracks 3, 4), flageolet (Tracks 5, 8, 9), veus principals i de suport
- Richard Palmer – electric guitar, guitarra acústica, balalaika (Track 4), veus principals i de suport
- Robert Millar – percussions, percussions

Producció
- Supertramp – productor
- Robin Black – enginyer